# Zale lemmeri
Zale lemmeri là một loài bướm đêm trong họ Erebidae.